# Phoca (schip, 1998)
De Phoca is een onderhoudsboot van de Waddenunit (ministerie van Landbouw, Natuur en Voedselkwaliteit) die dienstdoet op de Waddenzee. Het schip beschikt over een hijskraan, opblaasboot en is zo gebouwd dat ze zonder schade aan de kiel kan droogvallen op het wad.
Haar werkgebied is het westelijke waddengebied, de kustzone rond Texel tot Vlieland. 
Het vorige werkschip vaart nog steeds rond op de Waddenzee onder de naam Phoca en doet nu dienst als recreatieschip voor dagtochtjes.
De andere schepen van de Waddenunit zijn de:
- Stormvogel
- Krukel
- Harder
- Asterias